# Polędwica

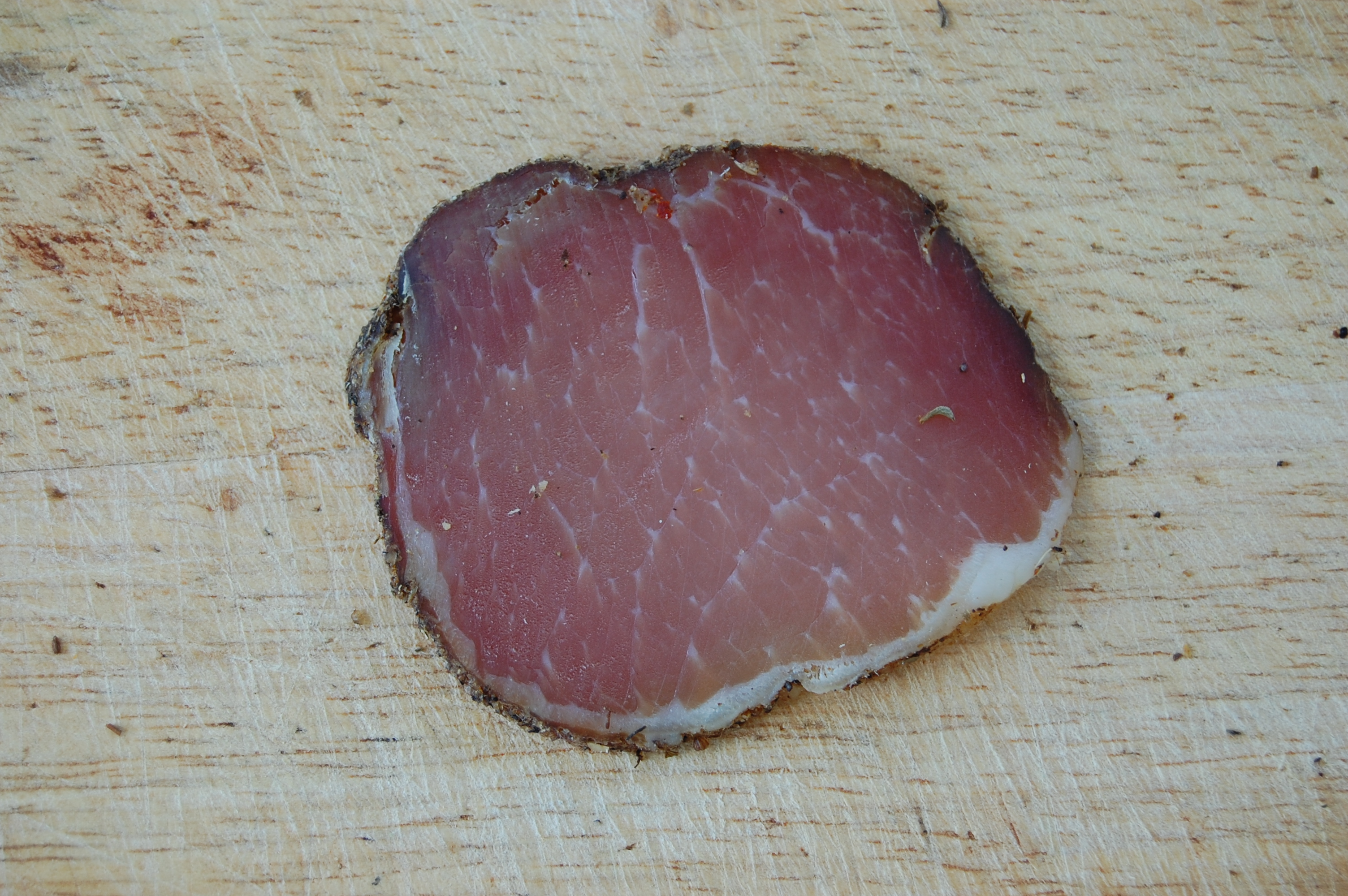
Plaster polędwicy (stek)

Polędwica (kulin.) – mięso z mięśni wzdłuż grzbietu zwierzęcia (w tym także ryby) z otaczającym je tłuszczem i tkanką łączną, oddzielone od kości biodrowej, mające szerokie zastosowanie w przemyśle spożywczym.
Rodzaje polędwicy:
1. polędwica z dorsza
2. polędwica z łososia
3. polędwica wołowa
4. polędwica wieprzowa (tzw. „polędwiczka”)
5. polędwica z koniny